# فوتبال در فرانسه
فوتبال پرطرفدارترین ورزش در فرانسه است. فدراسیون فوتبال فرانسه نهاد حاکم ملی و مسئول نظارت بر تمام جنبه‌های فوتبال در این کشور، چه حرفه‌ای و چه آماتور است.